# Četvrto europsko nogometno natjecanje reprezentacija hrvatskih nacionalnih manjina 2013.
IV. Europsko nogometno natjecanje reprezentacija hrvatskih nacionalnih manjina, održalo se u Vukovaru, Osijeku i Vinkovcima od 21. do 23. lipnja 2013. godine (od petka do nedjelje) u organizaciji Hrvatskog nogometnog saveza, pod pokroviteljstvom Vukovarsko-srijemske županije. Naslov prvaka brane Hrvati iz Srbije, koji su naslov osvojili na prošlom prvenstvu 2011. godine u Zagrebu na Maksimiru.
Pobjednik ovog turnira stječe pravo sudjelovati na II. Svjetskom prvenstvu klubova što su ih utemeljili Hrvati izvan Hrvatske, koje će se održati 2015. godine u Kanadi. 

## Mjesta odigravanja
Igralo se u Vukovaru na igralištu HNK Radničkog, u Bogdanovcima na igralištu NK Croatije i Ivankovu na igralištu NK Bedema.
Svečano otvaranje bilo je u Vukovaru na igralištu HNK Radnički 22. lipnja u 17 sati.
Završnica se igrala u Vukovaru na igralištu HNK Radnički 23. lipnja u 9 sati.

## Ždrijeb i propozicije natjecanja
12. lipnja 2013. održana je u Zagrebu sjednica Organizacijskog odbora IV. Europskog nogometnog natjecanja hrvatskih nacionalnih manjina. Održana je u prostorijama sjedišta Hrvatskog nogometnog saveza. Na sjednici su usvojene Propozicije natjecanja i određen je smještaj. 
Na sjednici su izvučene skupine.
- skupina A, Vukovar: Hrvati iz Srbije (Vojvodine), Hrvati iz Mađarske, Hrvati iz Rumunjske
- skupina B, Bogdanovci: Hrvati iz Slovenije, Hrvati iz Slovačke, Hrvati iz Makedonije
- skupina C, Ivankovo: Hrvati iz Austrije (Gradišće), Hrvati iz Crne Gore, Hrvati iz Italije (Molise)

Uoči samog prvenstva došlo je do promjena, pa je umjesto triju skupina po trima zemljama održano natjecanje u dvjema skupinama s četirima momčadima, jer momčad Hrvata iz Crne Gore nije stigla u Vukovar.
- skupina A: Hrvati iz Vojvodine, Hrvati iz Austrije, Hrvati iz Makedonije, Hrvati iz Italije
- skupina B: Hrvati iz Mađarske, Hrvati iz Slovenije, Hrvati iz Slovačke, Hrvati iz Rumunjske

Pobjednici su međusobno igrali za prvo mjesto, a drugoplasirani za treće mjesto.

## Sastavi
- Hrvati iz Vojvodine: Nenad Vuković, Miodrag Erceg, Naglić (Mitrovica), Kekezović, Filip Ilovac, Marko Vujić, Slaven Juriša, Marko Renić (Novi Sad), Dinko Kuntić, Davor Poljaković, Gašparević (Novi Sad), Izbornik: Marinko Poljaković
- Hrvati iz Slovenije: David Davidovič, Izbornik: Joso Begić
- Hrvati iz Austrije:  Dominik Taschler, Philipp Horvath, Dino Smudla, Tomislav Ivanović, Lukas Zlataritis, Thomas Vukovich, Christian Sekulović, Max Radakovics, Dragan Markić (Haračuna/Horitschon) i Marijan Markic (na klupi: Flan Balaskovits, Andreas Walzer (Rasporak), Ante Bezer, Mirel Radonić, Manuel Takacs).[1] Izbornik: Manuel Takač (iz Čajte)[2]
- Hrvati iz Mađarske: Ištoković[1]

## Rezultati

### Skupina A
- Hrvati iz Austrije - Hrvati iz Vojvodine 1:0
- Hrvati iz Vojvodine - Hrvati iz Makedonije 6:0
- Hrvati iz Austrije - Hrvati iz Italije 3:1
- Hrvati iz Vojvodine - Hrvati iz Italije 7:0
- Hrvati iz Austrije - Hrvati iz Makedonije - 8:1

### Za plasman
- za 3. mjesto: Hrvati iz Slovenije - Hrvati iz Vojvodine (pobjeda slovenskih Hrvata na jedanaesterce)
- za 1. mjesto: Hrvati iz Austrije - Hrvati iz Mađarske 3:1 (Markic, Zlataritis 2; Ištoković)[1]

## Nagrade
- Najbolji igrač: Andreas Walzera (Hrvati iz Austrije, iz Rasporka)
- Najbolji strijelac s s četirimi postignutimi goli. Dragan Markić (Hrvati iz Austrije, iz Haračuna/Horitschon)

## Poredak
Hrvati iz Vojvodine osvojili su četvrto mjesto, Hrvati iz Slovenije su treći, a prvaci su Hrvati iz Austrije.
1. Hrvati iz Austrije
2. Hrvati iz Mađarske
3. Hrvati iz Slovenije 
4. Hrvati iz Vojvodine
5. – 8. Hrvati iz Slovačke, Italije, Rumunjske i Makedonije.

## Daljnji plasmani
Prvi i drugi su se kvalificirali za Europsko prvenstvo nogometašev hrvatskih manjina ljeta u 2014. u rumunjskoj Nizzai. Sljedeće natjecanje je u Beču i pobjednik osigurava sudjelovanje na SP-u u Kanadi 2015. godine.

## Vanjske poveznice
- Vukovar domaćin prvenstva nogometnih reprezentacija hrvatskih nacionalnih manjina  Arhivirana inačica izvorne stranice od 12. ožujka 2021. (Wayback Machine), piše Sportnet, Sportnet, 18. lipnja 2013.
- Hrvatska matica iseljenika  Arhivirana inačica izvorne stranice od 5. ožujka 2016. (Wayback Machine)
- IV. Europsko prvenstvo hrvatskih manjina u nogometu  Arhivirana inačica izvorne stranice od 4. ožujka 2016. (Wayback Machine), Hrvatska riječ, 20. lipnja 2013.
- Fotografije s prvenstva, Cropix
- Vukovar će biti domaćin 4. Europskog prvenstva natjecanja hrvatskih nacionalnih manjina, Hrvatski nogometni savez